# Kalendarium historii Chińskiej Republiki Ludowej
Kalendarium historii Chińskiej Republiki Ludowej – uporządkowany chronologicznie, począwszy od czasów najdawniejszych aż do współczesności, wykaz dat i wydarzeń z historii Chińskiej Republiki Ludowej.

## Czasy przed powstaniem ChRL
- 1921 – powstała Komunistyczna Partia Chin (KPCh)
- 1927–maj 1950 – wojna domowa pomiędzy Kuomintangem a KPCh
- sierpień 1945 – japońskie wojska wycofały się z Chin

## Rządy Mao Zedonga
- 1 października 1949 – Mao Zedong proklamował Chińską Republikę Ludową po wygranej przez jego zwolenników wojnie domowej[1]
- 1950 – chińska armia wkroczyła do Tybetu. W tym samym roku Chińska Republika Ludowa udzieliła wsparcia Korei Północnej i wysłała swoje wojska na wojnę koreańską[1]
- 1950 – Chiny podpisały Traktat Przyjaźni, Przymierza i Obustronnej Pomocy z ZSRR
- 1950–1952 – przeprowadzono reformę rolną w wyniku której pośród 300 milionów chłopów rozdzielono 47 milionów hektarów ziemi, znacjonalizowano głównie wartość zagraniczną, własność miejscowej burżuazji pozostała prywatna[1]
- przełom 1953 i 1954 – opracowano założenia tzw. okresu przejściowego od kapitalizmu do socjalizmu w ramach której założono, że w przeciągu 15-18 lat przeprowadzi się industrializację, kolektywizację i nacjonalizację[1]
- 1954 – wprowadzano konstytucję[1]
- 1955 – Mao Zedong ogłosił, że okres przejściowy zostanie gwałtownie skrócony[1]
- 1955–1956 – skolektywizowano rolnictwo oraz znacjonalizowano pozostałe sektory gospodarki[1]
- przełom 1959 i 1960 – rozłam radziecko-chiński w wyniku którego Chiny popadły w długoletni konflikt z blokiem wschodnim[1]
- 1959 – Mao Zedong zrezygnował z funkcji przewodniczącego KPCh – jego miejsce zajął Liu Shaoqi[2]
- 1961 – zwołano plenum Komitetu Centralnego KPCh, na którym anulowano większość reform gospodarczych Mao[2]
- 1962 – wojna chińsko-indyjska podczas którego Chiny zajęły Kaszmir[1]
- 1965 – premier Zhou Enlai bezskutecznie usiłował przeprowadzić reformy gospodarcze w Chinach[3]
- 1966 – zwolennicy frakcji Mao w rządzie ogłosili rewolucję kulturalną w ramach której politykę regulacji potępiono a jej zwolenników odsunięto z rządu[1]
- 1966 – Lin Biao został ogłoszony następcą Mao Zedonga[2]
- 1968 – zlikwidowano hunwejbinów – komunistyczną organizację młodzieżową[2]
- 1969 – konflikt nad Ussuri w trakcie którego Chiny starły się z wojskiem ZSRR[1]
- 1969 – w niewyjaśnionych okolicznościach zmarł Liu Shaoqi[2]
- 1971 – Chińska Republika Ludowa została członkiem ONZ, odsuwając tym samym Republikę Chińską (Tajwan) od reprezentowania tego obszaru[1]
- 1971 – rząd ChRL przeprowadził nieudane odejście od rewolucji kulturalnej[1]
- 1971 – w katastrofie lotniczej nad Mongolią zginął Lin Biao[2]
- luty 1972 – Richard Nixon jako pierwszy prezydent Stanów Zjednoczonych przybył do Chin – podczas wizyty zniósł embargo na handel z tym państwem[2]
- 1974 – członkiem Biura Politycznego Komitetu Centralnego został Deng Xiaoping[2]
- 1975 – wprowadzenie nowej konstytucji[1]
- 1975 – Zhou Enlai po raz drugi bezskutecznie usiłował przeprowadzić reformy gospodarcze w Chinach[3]
- 8 stycznia 1976 – zmarł Zhou Enlai[4]
- lipiec 1976 – północne Chiny nawiedziło silne trzęsienie ziemi w wyniku którego zginęło ćwierć miliona ludzi[4]
- 9 września 1976 – zmarł Mao Zedong – nowym przewodniczącym KPCh został Hua Guofeng[2]

## Historia najnowsza
- październik 1976 – od władzy odsunięto „bandę czworga”[3]
- 1976–1977 – Hua Guofeng przeprowadził czystki polityczne[2]
- grudzień 1978 – odbył się III Zjazd Komitetu Centralnego KPCh na którym uchwalono pierwsze reformy gospodarcze[3]
- 1978 – potępiono rewolucję kulturalną[1]
- marzec 1979 – Deng Xiaoping przedstawił cztery zasady postępowania mające obowiązywać wszystkich mieszkańców Chin (socjalistyczna droga Chin, dyktatura proletariatu, kierownicza rola komunistycznej partii i ideologia marksizmu-leninizmu-maoizmu)[3]
- 1979 – powstały pierwsze specjalne strefy ekonomiczne[1]
- 1979 – Waszyngton nawiązał pełne stosunki dyplomatyczne z Chinami[2]
- 1980 – przestał obowiązywać Traktat Przyjaźni, Przymierza i Obustronnej Pomocy z ZSRR
- 1980–81 – od władzy odsunięto Hua Guofenga, jego stanowiska objęli opowiadający się za reformami Zhao Ziyang i Hu Yaobang (przewodniczący KC i następnie sekretarz generalny KC)[1]
- 1982 – wprowadzono nową konstytucję[5]
- 1982 – na XII Zjeździe Komitetu Centralnego KPCh przyjęto program zmiany struktury chińskiej prowincji[2]
- 1984 – rząd chiński zezwolił krajom zachodnim na inwestowanie w wyznaczonych czternastu miastach[2]
- 1984 – rozpoczęto prywatyzację przemysłu[3]
- 1987 – na skutek wewnętrznych walk o władzę odsunięto Hu Yaobanga, sekretarzem generalnym KC został Zhao Ziyang – Zhao Ziyang zaostrzył cenzurę oraz opowiedział się przeciwko reformom gospodarczym[2]
- 25 marca 1988 – premierem został Li Peng[6]
- 15 kwietnia 1989 – zmarł Hu Yaobang – w wyniku jego śmierci wybuchły protesty na placu Tian’anmen[6]
- 26 kwietnia 1989 – „Renmin Ribao” (centralny partyjny organ prasowy) opublikował artykuł potępiający strajkujących studentów[6]
- 4 maja 1989 – przewodniczący Federacji Pekińskich Studentów, Ujgur Wu’er Kaixi, odczytał na placu „manifest Nowego Ruchu 4 Maja” (manifest nawiązywał do studenckiego Ruchu 4 Maja z 1919 roku)[6]
- 20 maja 1989 – w Pekinie wprowadzono stan wyjątkowy[6]
- 3-7 czerwca 1989 – chińska armia krwawo stłumiła protesty na placu Tian’anmen (główne działania 4 czerwca)[6]
- 1989 – władzę w KPCh objął Jiang Zemin[2]
- 1990 – zdelegalizowano Front na Rzecz Demokracji[2]
- 1993 – przewodniczącym ChRL został Jiang Zemin[2]
- 1996 – chińska marynarka wojenna przeprowadziła manewry na Morzu Południowochińskim, nieopodal Tajwanu[2]
- 1 lipca 1997 – Hongkong włączono w skład Chin[2]
- 17 marca 1998 – Li Peng utracił funkcję premiera – jego następcą został Zhu Rongji[1][6]
- maj 1999 – Jiang Zemin ostro potępił przypadkowe zbombardowanie ambasady chińskiej w Belgradzie przez amerykańskie wojska[2]
- 1999 – Makau włączono w skład Chin[1]
- od 1999 – wybuchł kryzys pomiędzy rządem chińskim a wyznawcami Falun Gong (liczącego ok. 70 mln wiernych)[1]
- 2001 – w pobliżu wyspy Hajnan doszło do zderzenia dwóch samolotów wojskowych: amerykańskiego i chińskiego; w wyniku zderzenia zginął chiński pilot, którego ogłoszono bohaterem narodowym; incydent wywołał liczne protesty antyamerykańskie w Chinach, zaś władzę obu państw wzajemnie oskarżały się o spowodowanie katastrofy[2]
- 2002 – podczas XVI Zjazdu KPCh nowym sekretarzem generalnym KPCh został Hu Jintao[1]
- 2003 – Hu Jintao objął stanowisko przewodniczącego ChRL – nowym premierem został Wen Jiabao, zaś przewodniczącym parlamentu Wu Bangguo[1]
- 2005 – Chiny zagroziły Tajwanowi interwencją wojskową, gdyby wyspa ogłosiła niepodległość[2]
- 2006 – dzięki bardzo szybkiemu rozwojowi gospodarczemu ChRL stały się trzecią gospodarką świata[1]
- 2006 – znowelizowano konstytucję[5]
- 8–24 sierpnia 2008 – w Pekinie odbyły się XXIX Letnie Igrzyska Olimpijskie[7]
- marzec 2010 – chińska armia krwawo stłumiła protesty w Lhasie[1]
- 2012 – podczas XVII Zjazdu KPCh wybrano na sekretarza generalnego KPCh Xi Jinpinga[1]
- 2013 – Xi Jinping objął stanowisko przewodniczącego ChRL – nowym premierem został Li Keqiang[1]
- 2020 – Pandemia COVID-19 w Chinach